# Manuel González (Rennfahrer)
Manuel González Simón (* 4. August 2002 in Madrid) ist ein spanischer Motorradrennfahrer, der zurzeit in der Moto2-Klasse der Motorrad-Weltmeisterschaft für das Liqui Moly Dynavolt Intact GP-Team an den Start geht. Zuvor holte sich González im Jahr 2019 den Titel in der Supersport-300-Weltmeisterschaft und ist mit 17 Jahren und 83 Tagen der bis dato jüngste Weltmeister in dieser Rennserie.

## Karriere

### Anfänge
González fuhr 2016 im Red Bull MotoGP Rookies Cup. Er wurde Gesamt-16. mit 40 Punkten.
2017 bestritt der Madrilene den neuen European Talent Cup für DVRacing, den er als Meister abschloss.

### Supersport-300-Weltmeisterschaft
2018 wollte González mit seinem Team ursprünglich in die CEV Moto3 aufsteigen, was jedoch finanziell nicht realisiert werden konnte; stattdessen entschied man sich für die Supersport-300-Weltmeisterschaft. Schon 2017 hatte er ein Rennen bestritten, jedoch die Punkte verpasst. Mit dem Pertamina Almería BCD Junior Team by MS fuhr der Spanier drei Podestplätze ein und wurde WM-Sechster.

## Statistik

### Erfolge
- 2017 – Gesamtsieger des European Talent Cups
- 2019 – Supersport-300-Weltmeister
- 5 Grand-Prix-Siege

### In der Supersport-Weltmeisterschaft
(Stand: Saisonende 2021)
| Saison | Team          | Motorrad              | Rennen | Siege | Zweiter | Dritter | Poles | Schn. Runden | Punkte | Ergebnis |
| ------ | ------------- | --------------------- | ------ | ----- | ------- | ------- | ----- | ------------ | ------ | -------- |
| 2020   | ParkinGO Team | Kawasaki Ninja ZX-6 R | 15     | –     | –       | –       | –     | –            | 126    | 7.       |
| 2021   | ParkinGO Team | Yamaha YZF-R6         | 22     | 2     | 4       | 1       | 2     | 3            | 286    | 3.       |
| Gesamt | Gesamt        | Gesamt                | 37     | 2     | 4       | 1       | 2     | 3            | 412    |          |

### In der Supersport-300-Weltmeisterschaft
| Saison | Team                                    | Motorrad           | Rennen | Siege | Zweiter | Dritter | Poles | Schn. Runden | Punkte | Ergebnis    |
| ------ | --------------------------------------- | ------------------ | ------ | ----- | ------- | ------- | ----- | ------------ | ------ | ----------- |
| 2017   | Halcourier Racing Viajes 2000           | Yamaha YZF-R3      | 1      | –     | –       | –       | –     | –            | 0      | 55.         |
| 2018   | Pertamina Almería BCD Junior Team by MS | Yamaha YZF-R3      | 8      | –     | –       | 3       | –     | –            | 59     | 6.          |
| 2019   | Kawasaki ParkinGO Team                  | Kawasaki Ninja 400 | 8      | 3     | 3       | –       | 3     | 1            | 161    | Weltmeister |
| Gesamt | Gesamt                                  | Gesamt             | 17     | 3     | 3       | 3       | 3     | 1            | 220    |             |

### Im European Talent Cup
| Saison | Team     | Rennen | Siege | Zweiter | Dritter | Poles | Schn. Runden | Punkte | Ergebnis |
| ------ | -------- | ------ | ----- | ------- | ------- | ----- | ------------ | ------ | -------- |
| 2017   | DVRacing | 11     | 1     | 2       | 2       | 3     | 2            | 150    | Meister  |
| Gesamt | Gesamt   | 11     | 1     | 2       | 2       | 3     | 2            | 150    |          |

### Im Red Bull MotoGP Rookies Cup
| Saison | Rennen | Siege | Zweiter | Dritter | Poles | Schn. Runden | Punkte | Ergebnis |
| ------ | ------ | ----- | ------- | ------- | ----- | ------------ | ------ | -------- |
| 2016   | 13     | –     | –       | –       | –     | –            | 40     | 16.      |
| Gesamt | 13     | 0     | 0       | 0       | 0     | 0            | 40     |          |

### In der Motorrad-Weltmeisterschaft
(Stand: Großer Preis von Österreich, 17. August 2025)
| Saison | Klasse | Team                             | Motorrad  | Rennen | Siege | Zweiter | Dritter | Poles | Schn. Runden | Punkte | Ergebnis |
| ------ | ------ | -------------------------------- | --------- | ------ | ----- | ------- | ------- | ----- | ------------ | ------ | -------- |
| 2021   | Moto2  | MV Agusta Forward Racing         | MV Agusta | 2      | –     | –       | –       | –     | –            | 0      | 33.      |
| 2022   | Moto2  | Yamaha VR46 Master Camp Team     | Kalex     | 19     | –     | –       | –       | –     | –            | 76     | 16.      |
| 2023   | Moto2  | Correos Prepago Yamaha VR46 Team | Kalex     | 19     | –     | 1       | –       | –     | –            | 145,5  | 8.       |
| 2024   | Moto2  | QJMotor Gresini Moto2            | Kalex     | 20     | 1     | 2       | 2       | 1     | 1            | 195    | 3.       |
| 2025   | Moto2  | Liqui Moly Dynavolt IntactGP     | Kalex     | 13     | 4     | 1       | 3       | 6     | 5            | 188    | 1.       |
| Gesamt | Gesamt | Gesamt                           | Gesamt    | 73     | 5     | 4       | 5       | 7     | 6            | 604,5  |          |

Grand-Prix-Siege
| Saison | Klasse | Rennen                              |
| ------ | ------ | ----------------------------------- |
| 2024   | Moto2  | Japan                               |
| 2025   | Moto2  | Thailand Spanien Frankreich Italien |

Einzelergebnisse
| Saison | 1        | 2           | 3           | 4         | 5          | 6          | 7                      | 8           | 9           | 10                     | 11          | 12                     | 13         | 14             | 15         | 16             | 17         | 18             | 19         | 20       | 21       | 22       |
| ------ | -------- | ----------- | ----------- | --------- | ---------- | ---------- | ---------------------- | ----------- | ----------- | ---------------------- | ----------- | ---------------------- | ---------- | -------------- | ---------- | -------------- | ---------- | -------------- | ---------- | -------- | -------- | -------- |
| 2021   | Katar    | Katar       | Portugal    | Spanien   | Frankreich | Italien    | Katalonien             | Deutschland | Niederlande | Steiermark             | Osterreich  | Vereinigtes Konigreich | Aragonien  | San Marino     | USA-Texas  | Emilia-Romagna | Portugal   | \|\| \|\| \|\| |            |          |          |          |
| 2021   |          |             |             |           |            |            |                        |             | 22          |                        |             |                        | 17         |                |            |                |            |                |            |          |          |          |
| 2022   | Katar    | Indonesien  | Argentinien | USA-Texas | Portugal   | Spanien    | Frankreich             | Italien     | Katalonien  | Deutschland            | Niederlande | Vereinigtes Konigreich | Osterreich | San Marino     | Aragonien  | Japan          | Thailand   | Australien     | Malaysia   | \|\|     |          |          |
| 2022   | 20       | 18          | 14          | 13        | 5          | 16         | 11                     | 20          | 9           | 12                     | 9           | 11                     | DNF        | DNF            | DNF        | DNS            | 25         | 5              | 5          | 6        |          |          |
| 2023   | Portugal | Argentinien | USA-Texas   | Spanien   | Frankreich | Italien    | Deutschland            | Niederlande | Kasachstan  | Vereinigtes Konigreich | Osterreich  | Katalonien             | San Marino | Indien         | Japan      | Indonesien     | Australien | Thailand       | Malaysia   | Katar    | \|\|     |          |
| 2023   | 5        | 11          | 10          | 12        | DNS        | 8          | 6                      | 8           | C           | 5                      | DNF         | 5                      | 7          | 5              | 6          | 5              | 13         | 10             | DNF        | 2        | 13       |          |
| 2024   | Katar    | Portugal    | USA-Texas   | Spanien   | Frankreich | Katalonien | Italien                | Niederlande | Deutschland | Vereinigtes Konigreich | Osterreich  | Aragonien              | San Marino | Emilia-Romagna | Indonesien | Japan          | Australien | Thailand       | Malaysia   | \|\|     |          |          |
| 2024   | 5        | 3           | 13          | 3         | 24         | 22         | 2                      | 9           | 12          | 5                      | 13          | 5                      | 4          | 11             | 8          | 1              | 6          | 9              | 11         | 2        |          |          |
| 2025   | Thailand | Argentinien | USA-Texas   | Katar     | Spanien    | Frankreich | Vereinigtes Konigreich | Aragonien   | Italien     | Niederlande            | Deutschland | Tschechien             | Osterreich | Ungarn         | Katalonien | San Marino     | Japan      | Indonesien     | Australien | Malaysia | Portugal | Valencia |
| 2025   | 1        | 2           | 22          | 3         | 1          | 1          | DNF                    | 9           | 1           | 3                      | 4           | 3                      | DNF        |                |            |                |            |                |            |          |          |          |

| Legende  | Legende            | Legende                                                          |
| Farbe    | Abkürzung          | Bedeutung                                                        |
| -------- | ------------------ | ---------------------------------------------------------------- |
| Gold     | –                  | Sieg                                                             |
| Silber   | –                  | 2. Platz                                                         |
| Bronze   | –                  | 3. Platz                                                         |
| Grün     | –                  | Platzierung in den Punkten                                       |
| Blau     | –                  | Klassifiziert außerhalb der Punkteränge                          |
| Violett  | DNF                | Rennen nicht beendet (did not finish)                            |
| Violett  | NC                 | nicht klassifiziert (not classified)                             |
| Rot      | DNQ                | nicht qualifiziert (did not qualify)                             |
| Rot      | DNPQ               | in Vorqualifikation gescheitert (did not pre-qualify)            |
| Schwarz  | DSQ                | disqualifiziert (disqualified)                                   |
| Weiß     | DNS                | nicht am Start (did not start)                                   |
| Weiß     | WD                 | zurückgezogen (withdrawn)                                        |
| Hellblau | PO                 | nur am Training teilgenommen (practiced only)                    |
| Hellblau | TD                 | Freitags-Testfahrer (test driver)                                |
| ohne     | DNP                | nicht am Training teilgenommen (did not practice)                |
| ohne     | INJ                | verletzt oder krank (injured)                                    |
| ohne     | EX                 | ausgeschlossen (excluded)                                        |
| ohne     | DNA                | nicht erschienen (did not arrive)                                |
| ohne     | C                  | Rennen abgesagt (cancelled)                                      |
| ohne     | keine WM-Teilnahme |                                                                  |
| sonstige | P/fett             | Pole-Position                                                    |
| sonstige | 1/2/3/4/5/6/7/8    | Punktplatzierung im Sprint-/Qualifikationsrennen                 |
| sonstige | SR/kursiv          | Schnellste Rennrunde                                             |
| sonstige | *                  | nicht im Ziel, aufgrund der zurückgelegten Distanz aber gewertet |
| sonstige | ()                 | Streichresultate                                                 |
| sonstige | unterstrichen      | Führender in der Gesamtwertung                                   |